# Gloria Elizo
María Gloria Elizo Serrano, née le 11 décembre 1966, est une femme politique espagnole membre de Podemos.
Elle est élue députée de la circonscription de Tolède lors des élections générales de décembre 2015.

## Biographie

### Vie privée
Elle est mariée et mère de deux enfants.

### Études et profession
Elle réalise ses études supérieures à la prestigieuse université complutense de Madrid où elle obtient sa licence en droit en 1989. Elle complète sa formation par un master en fiscalité délivré par le Centre des études financières. Elle devient partenaire d'un cabinet d'avocat en 1992. Elle intègre le service de l'orientation juridique de la mairie de Madrid deux ans plus tard. Elle quitte son poste en 2001 lorsqu'elle devient collaboratrice du collège des avocats de Madrid. Elle suit une formation du conseil général du pouvoir judiciaire (CGPJ) qui lui permet d'être nommée juge substitut en 2002 à Úbeda dans la province de Jaén. Elle abandonne la magistrature l'année suivante pour revenir à ses fonctions d'avocate.

### Avocate de Podemos
Après la fondation de Podemos en 2014, elle devient la représentante légale du parti. Elle s'occupe ainsi de porter plainte contre Esperanza Aguirre et Eduardo Inda pour avoir accusé Pablo Iglesias de collaborer avec Euskadi ta Askatasuna (ETA) et Podemos de se financer avec de l'argent venu du Vénézuela.
À l'occasion de la première assemblée citoyenne de Podemos, en novembre 2014, elle présente avec Carlos Jiménez Villarejo le programme anticorruption du parti. Elle est alors élue présidente de la commission des Garanties démocratiques de Podemos en obtenant 86,12 % des voix.

### Députée au Congrès
Elle postule comme tête de liste dans la circonscription de Tolède à l'occasion des élections générales de décembre 2015,,. Avec 13,64 % des suffrages exprimés, sa liste remporte un des six mandats en jeu. Élue au Congrès des députés, elle est alors la seule membre de Podemos à avoir obtenu un siège en Castille-La Manche. Choisie pour occuper la quatrième vice-présidence du Congrès, elle obtient les voix nécessaire pour être proclamée troisième vice-présidente, au détriment de Rosa Romero Sánchez. Membre de la commission de la Justice et troisième vice-présidente de la commission du Règlement, elle est membre suppléante de la députation permanente.
Réélue lors du scrutin législatif anticipé de juin 2016, elle devient quatrième vice-présidente de la chambre basse des Cortes Generales après que certains députés nationalistes ont voté pour Rosa Romero au lieu de s'abstenir,. Elle est également élue deuxième secrétaire de la députation permanente. Lors du deuxième congrès de Podemos, elle est élue secrétaire à l'Action institutionnelle du parti, en remplacement d'Auxiliadora Honorato.